# Hendrick Zuck
Hendrick Zuck (Püttlingen, 21 luglio 1990) è un calciatore tedesco, centrocampista o ala del Kaiserslautern.

## Carriera
Esordisce in Bundesliga con la maglia del Friburgo il 10 agosto 2013, nel match perso 3-1 contro il Bayer Leverkusen.